# Tuja (artonde dynastin)
Tuja eller Thuya, omkring 1410–1360 f.Kr., var en adelskvinna och mor till drottning Tiye i Egypten under den artonde dynastin i tiden för Nya riket.
Tuja fick tillsammans med Juja dottern Tiye, som blev drottning till farao Amenhotep III.
Tuja blev 50-60 år gammal, och hennes mumie hittades 1905 i KV46 i Konungarnas dal där hon var begravd tillsammans med Juja.